# 6024 Ochanomizu
6024 Ochanomizu eller 1992 UT4 är en asteroid i huvudbältet, som upptäcktes den 27 oktober 1992 av den japanske amatörastronomen Atsushi Sugie i Dynic-observatoriet. Den är uppkallad efter Ochanomizu i Tokyo.